# Isarachnanthus bandanensis
Isarachnanthus bandanensis är en korallart som beskrevs av Oscar Henrik Carlgren 1924. Isarachnanthus bandanensis ingår i släktet Isarachnanthus och familjen Arachnactidae. Inga underarter finns listade i Catalogue of Life.